# Elecciones presidenciales de la República Dominicana de 2004
Las elecciones presidenciales de la República Dominicana de 2004 fueron celebradas el domingo 16 de mayo de 2004. Se desarrollaron en medio de una crisis económica provocada por la quiebra de tres de los bancos más importantes del país (Baninter, Bancredito y Banco Mercantil de la República Dominicana). 
La participación fue de un 72.8%. Resultó elegida, en primera vuelta electoral, la fórmula del Partido de la Liberación Dominicana conformada por el abogado Leonel Fernández como presidente y Rafael Alburquerque como vicepresidente; frente al entonces presidente Hipólito Mejía del Partido Revolucionario Dominicano cuya fórmula vicepresidencial fue Fello Suberví; Mejía logró establecer, mediante una reforma a la Constitución, la posibilidad de reelección presidencial, algo que contradecía los principios de su partido y el planteamiento que promovía su líder histórico José Francisco Peña Gómez de No Reelección Presidencial. Esto trajo divisiones abruptas y profundas en el seno del partido y a la larga contribuyó a la mayor derrota del PRD en 14 años.